# Martin Koums
Martin Koums, né à Douala, est un artiste de Gospel d'origine camerounaise.

## Biographie

### Enfance, éducation et débuts
Martin Koums est originaire du Cameroun. Il débute la chanson à l'Eglise avant de rejoindre ses parents au Gabon où ils s'est mis sérieusement à la musique. Il quitte ensuite le Gabon pour Montpellier en France.

### Carrière
Martin Koums se produit avec des chorales et orchestres dans le sud de la France; sur la place de Nimes, à Montpellier,... Son genre musical est l'Afrobeat,.